# Leopoldo Battistini

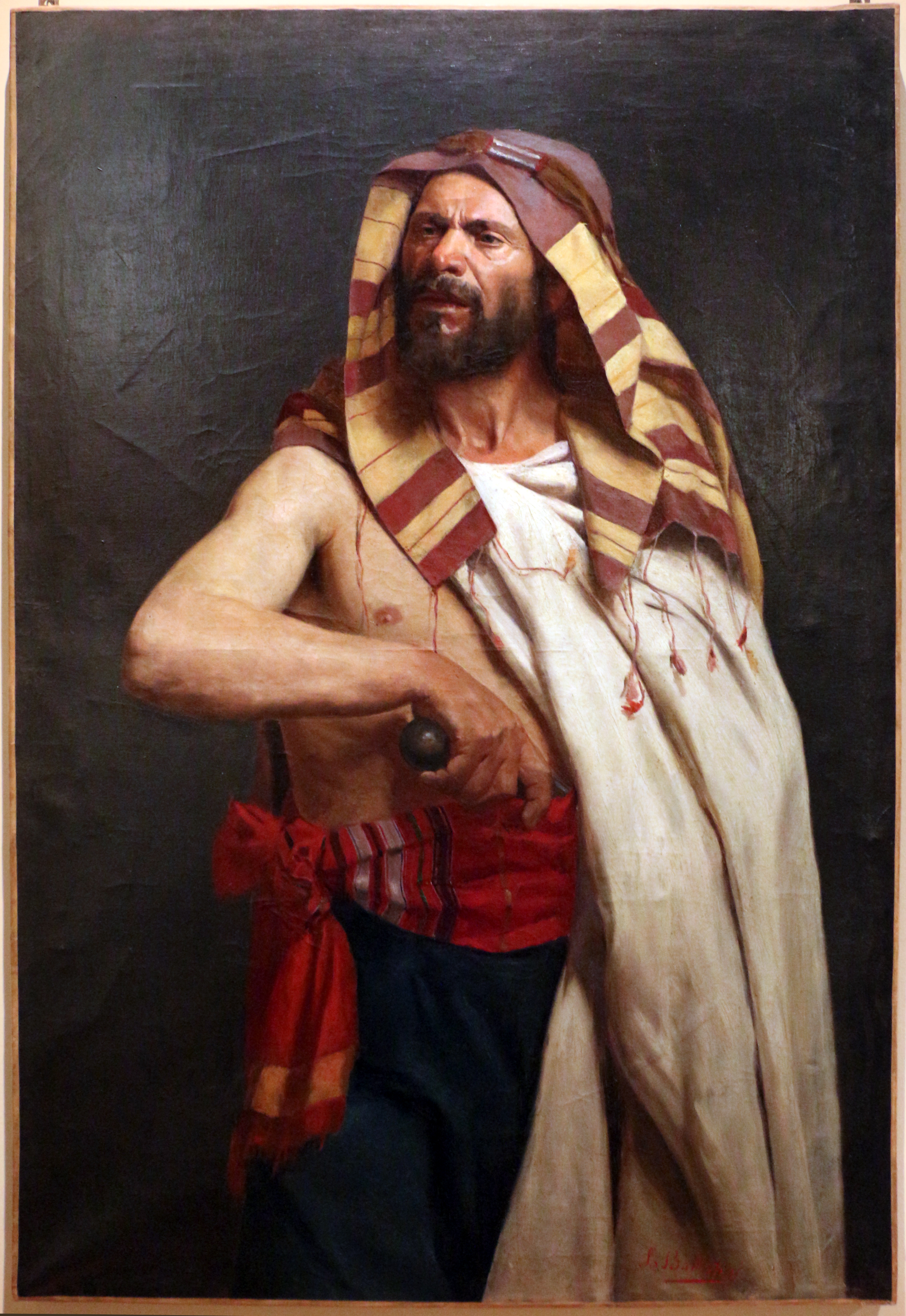
Leopoldo Battistini, Guerriero arabo, 1887, Pinacoteca civica di Jesi

Leopoldo Battistini (Jesi, 12 gennaio 1865 – Lisbona, 4 gennaio 1936) è stato un pittore e ceramista italiano.

## Biografia
Studiò all'Accademia di belle arti di Firenze e a Roma. Si trasferì in Portogallo, dove diventò insegnante presso la Escola Secundária Marquês de Pombal di Lisbona. Fu direttore della Fábrica de Cerâmica Constância e perfezionò la tecnica di realizzazione delle azulejos. Fra le sue opere anche la Madonna del fascio, oggi conservata a Predappio.